# Sankt Gallen (Estiria)
El municipio de Sankt Gallen se encuentra ubicado en el Distrito de Liezen, en Estiria.

## Historia
Sankt Gallen nace a partir del Monasterio de Admont, desde donde se imparten órdenes para despejar la tierra y convertirla en cultivable; allí se fundaría el mercado de Sankt Gallen. Durante siglos, el hierro es la base fundamental de la economía local.

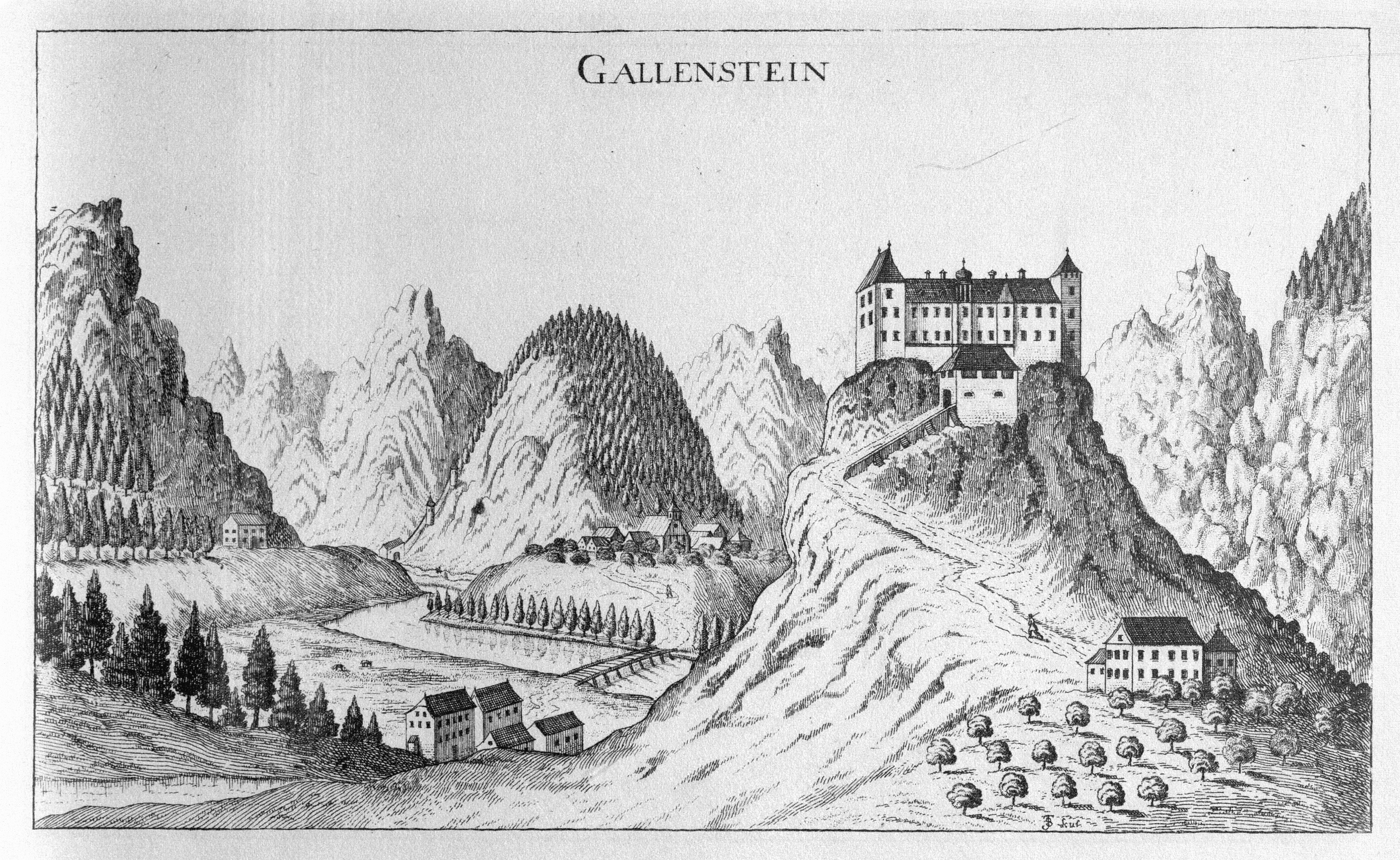
Topografía de Sankt Gallen en 1681.

El poblado contaba con la energía hidráulica para procesar todo el hierro que podía, concluyendo esa etapa del mineral en el siglo XIX.
En el siglo XX se establecieron muchas pequeñas empresas que darían la oportunidad de obtener trabajo para muchos residentes.
Sankt Gallen es miembro del parque natural «Steirische Eisenwurzen» que promueve el desarrollo paisajístico y el turismo socialmente responsable. Los parques nacionales locales tienen como objetivo la conservación, educación, recreación y el desarrollo regional.

## Geografía
Sankt Gallen se subdivide en: Bergerviertel, Bergerviertel, Reiflingviertel y Reiflingviertel.
El parque natural Steirische Eisenwurzen es la razón por la cual se declaró a esta porción única de Estiria como "Geoparque Mundial de la UNESCO", recibiendo el galardón de "Geoparque Europeo".
El 1% del parque nacional Gesäuse se encuentra en Sankt Gallen.

## Cultura

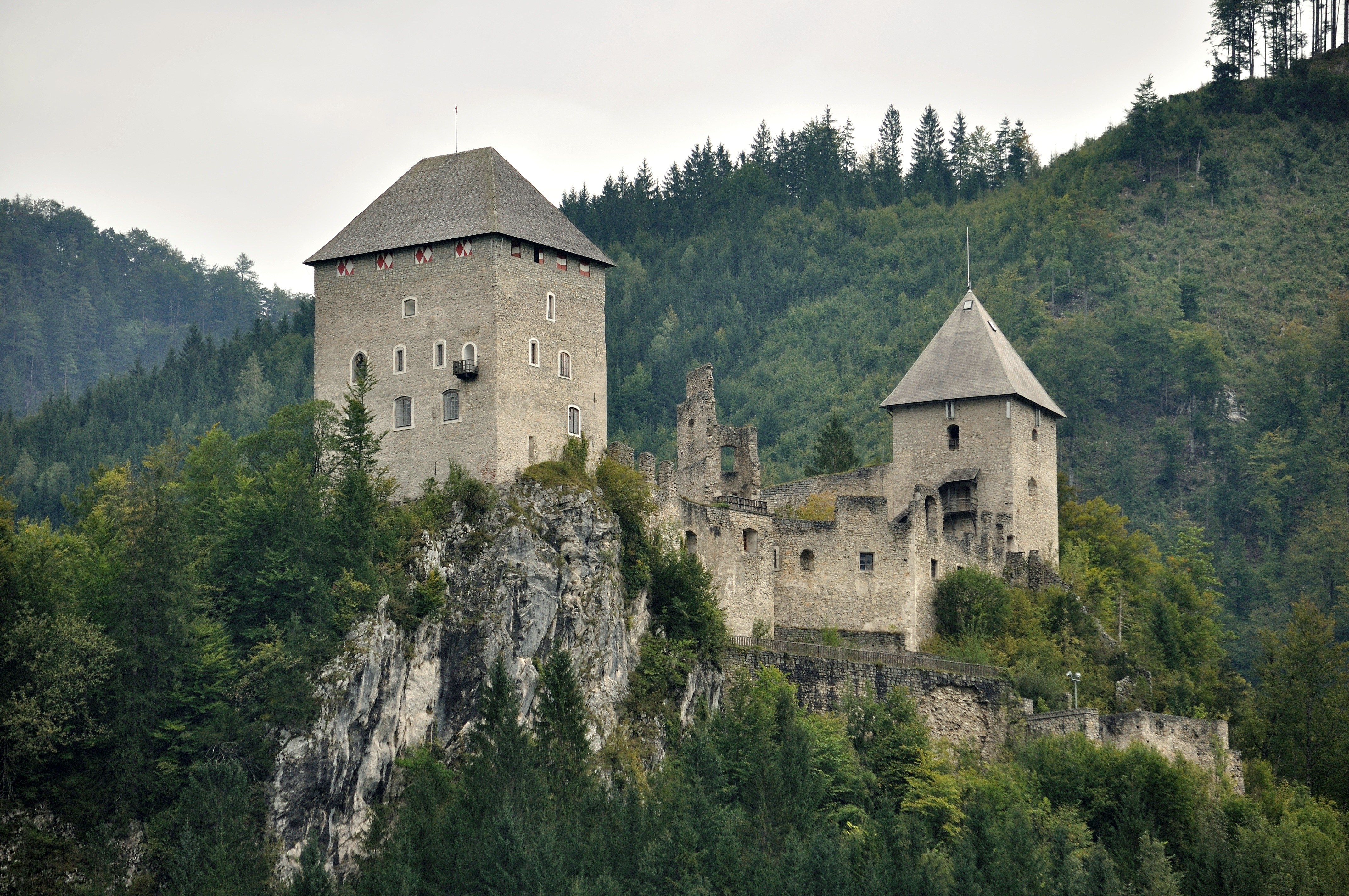
Burg Gallenstein en Sankt Gallen.

El Burg Gallenstein es un castillo que data del siglo XIII, para fines del siglo XIX era un refugio y cuartel general de Admont. Las ruinas del castillo fueron restauradas en 1960 por voluntarios y desde entonces es un centro cultural y social en la región. Cada año, en agosto se celebra un festival en el castillo.

### Deportes
El Club Deportivo SV Sankt Gallen fue fundado en junio de 1936 y su fundador fue Engelbert Isatitsch, quién provenía de Fürstenfeld y era un fanático del fútbol. Otros miembros fundadores fueron Julius Ribal, como contador, y Erdle Josef y Roman -los últimos eran hermanos-, el primero fue secretario del club.
Desde 1936 a 1939 el club celebró sus primeros campeonatos con clubes locales, como los provenientes de Eisenerz, Gröbming, Rottenmann, Selzthal y Stainach. Durante los años de guerras y los posteriores se realizaron además torneos amistosos con otros países. Actualmente en el club se practica el fútbol, esquí, tenis, gimnasia y voleibol.
El Club Alpino de Sankt Gallen nació en 1963 y dos años después recibe su personería jurídica.
En Sankt Gallen además hay un parque de atracciones acuático, telesillas y esquí para la montaña y dos piscinas públicas.